# ماري كينيدي (مؤلف)
ماري كينيدي (بالإنجليزية: M. F. K. Fisher)‏ (و. 1908 – 1992 م) هي مؤلفة، وكاتبة يوميات، وكاتِبة، وكاتبة مذكرات، وكاتبة سيناريو أمريكية، ولدت في ألبيون، كانت عضوةً في الأكاديمية الأمريكية للفنون والآداب، توفيت عن عمر يناهز 84 عاماً.

## التعليم
تعلمت في كلية اوكسيدنتال، وتعلمت في جامعة كاليفورنيا، لوس أنجلوس، وتعلمت في جامعة بورغندي
.

## روابط خارجية
- ماري كينيدي على موقع الموسوعة البريطانية (الإنجليزية)